# Redalyc
El Sistema de información Cienctífica Redalyc es un proyecto académico para la difusión en acceso abierto de la actividad científica editorial de todo el mundo, bajo un modelo liderado por la academia y no lucrativo. Redalyc se ha constituido en un sistema de indización, visibilidad, interoperabilidad, producción editorial y preservación. Asimismo, se ha constituido en un sistema de información científica que proporciona indicadores en torno a la publicación, la colaboración y el uso de literatura científica. Redalyc es impulsado por la Universidad Autónoma del Estado de México, en colaboración con cientos de instituciones de educación superior, centros de investigación, asociaciones profesionales y editoriales de todo el mundo y cuenta (febrero de 2025) con un acervo de 1745 revistas científicas, 64 533 fascículos y más de 800 000 artículos científicos disponibles a texto completo.

## Historia
Redalyc surge en el año 2002 con el objetivo de hacer visible la producción científica de Iberoamérica y en 2003 se abre al público el portal de internet, como parte de una iniciativa generada por investigadores y editores preocupados por la poca visibilidad que tenían los resultados de las investigaciones realizadas en y sobre la región. Al inicio de Redalyc, los documentos que alojaba eran exclusivamente del área de ciencias sociales. Sin embargo, en 2005 amplió su cobertura temática e incorporó documentos sobre ciencias exactas y naturales.
En 2019, Redalyc puso en marcha una época distinta de trabajo, Redalyc 2020, en respuesta al contexto global de la comunicación científica y del Acceso Abierto, donde el sistema editorial Latinoamericano se encuentra amenazado por la incentivación, promoción y apoyo a las revistas científicas en función del factor de impacto y ante la campaña global en favor del APC (article processing charge) que supone el Plan S. Con Redalyc R2020, Redalyc se adhirió a un sistema de publicación abierto, propiedad de la academia, no lucrativo y sostenible. Las revistas científicas que comparten este modelo de comunicación, comparten las siguientes características:
- Calidad editorial y científica
- Tecnología de publicación digital (XML JATS)
- Una política de Acceso Abierto sin costos por publicación o procesamiento (APC)
- La visión de superar el actual proceso de evaluación basado en el factor de impacto, mediante la firma y adhesión a The Declaration on Research Assessment (DORA).

Asimismo, en 2019, Redalyc encaminó sus esfuerzos más allá de Iberoamérica, abriendo la recepción de revistas científicas de todo el mundo que trabajan por un ecosistema de comunicación de la ciencia inclusivo, equitativo y sostenible.

## Proyectos
Entre los proyectos que Redalyc impulsa, se encuentra Autores Redalyc, plataforma que permite a los investigadores identificar sus trabajos publicados en revistas indizadas en Redalyc, crear su página de autor, visualizar sus indicadores de publicación, colaboración y uso; así como articular su producción con ORCID. Autores Redalyc cuenta (marzo de 2019) con 32 243 páginas de autor. Redalyc es una de las diez bases de datos científicas a nivel mundial (además de ResearcherID, PubMed, Crossref, Airiti, Ands, Datacite, Europe PubMed Central, Scopus y MLA International Bibliography) que están interconectadas con ORCID. 

### Iniciativas
Redalyc promueve un acceso abierto cooperativo, no lucrativo, sostenible  y protegido, en función de lo cual ha promovido iniciativas como la Declaración de México (en conjunto con Latindex, CLACSO e IBICT), iniciativa que recomienda el uso de la licencia Creative Commons Reconocimiento-NoComercial-CompartirIgual (CC BY-NC-SA) para garantizar la protección de la producción académica y científica regional en acceso abierto.
Asimismo, Redalyc se ha adherido a la Declaración de San Francisco sobre la Evaluación de la Investigación (también llamada Declaración DORA, en inglés San Francisco Declaration on Research Assessment) y promueve la adhesión a esta iniciativa entre la revistas que indiza, siendo que 522 revistas (marzo de 2019) se han adherido. La Declaración DORA expone: 
- La necesidad de eliminar el uso de métricas basadas en revistas, tales como el factor de impacto, en consideraciones de financiamiento, nombramiento y promoción,
- La necesidad de evaluar la investigación por sus propios méritos en lugar de basarse en la revista en la que se publica la investigación, y
- La necesidad de capitalizar las oportunidades que ofrece la publicación en línea (como flexibilizar los límites innecesarios en el número de palabras, figuras y referencias en los artículos, y explorar nuevos indicadores de importancia e impacto)[7].

Entre las iniciativas impulsadas por Redalyc está AmeliCA, iniciativa liderada por la Organización de las Naciones Unidas para la Educación, la Ciencia y la Cultura (UNESCO), el Consejo Latinoamericano de Ciencias Sociales (CLACSO) y Redalyc, e impulsada por más de 40 instituciones alrededor del mundo. AmeliCA es una infraestructura tecnológica y de conocimiento que da sostenibilidad al Acceso Abierto en una escala global y sin fines de lucro para revistas científicas, brindando la posibilidad de eficientar recursos humanos, de tiempo y económicos en el procesamiento XML y que brinda la pertenencia a espacios de profesionalización y asesoría permanente en OJS, ciencia abierta, propiedad intelectual, etc. 

## Reconocimientos
- Diploma de Honor a Redalyc por su aporte a la visibilidad de la ciencia y contribución al acceso abierto en Latinoamérica, Universidad César Vallejo, Perú (2018)
- I Premio Latinoamericano de Ciencias Sociales "50" años CLACSO, Consejo Latinoamericano de Ciencias Sociales (2017)[8]
- Reconocimiento a Redalyc por el papel fundamental del desarrollo y conocimiento de la producción científica en psicología, por parte de la Federación Iberoamericana de Agrupaciones y Colegios de Psicología (FIAP) (2016)[9]
- Reconocimiento por la diseminación de la comunicación científica y democratización del conocimiento en Estudios Territoriales Iberoamericanos por la Red de Investigadores sobre Globalización y Territorio RII, Brasil (2012).
- Reconocimiento especial en el marco del Congreso Internacional de Información INFO, Cuba (2012)
- Premio Álvaro Pérez-Ugena, otorgado por la Universidad Rey Juan Carlos, la Universidad de La Laguna y La Sociedad Latina de Comunicación Social por ser un paradigma de servicio público a la comunidad científica de lengua portuguesa y castellana, España (2011)[10]
- Distinción por alta labor científica, Universidad Complutense de Madrid, España (2011)
- Reconocimiento como la mejor página de e-ciencia de México, World Summit Award, UNESCO (2009)[11]